# Papito
Papito és el títol del dissetè àlbum del cantant espanyol Miguel Bosé. És un disc publicat el 20 de març de 2007 i produït per Carlos Jean (que ja va fer les labors de coproducció amb tres dels últims treballs de Fangoria al costat del propi grup) i del qual posteriorment es va editar una edició doble. El disseny gràfic va ser a càrrec de David Delfín, qui també va participar en el disseny del CD Velvetina.
La creació d'aquest disc és a causa de la celebració del 30 anys de Bosé al món de la música; des del llançament del seu primer disc Linda en 1977; Papito inclou una selecció de cançons de tota la trajectòria artística de Miguel Bosé, gravades a duo amb artistes de fama internacional.
El mes de juny de 2008, i a causa del ràpid i gran èxit de venda de l'àlbum es va reeditar de nou sota una edició de luxe en la qual s'inclouen un duo de la cançó Hacer por hacer gravat amb la cantant estatunidenca Gloria Gaynor i un DVD amb la gala que va protagonitzar en TVE al desembre.
Per a la promoció d'aquest àlbum, durant els anys 2007 i 2008, el cantant es va embarcar en una gira de concerts; denominada Papitour la qual el van portar a visitar múltiples països d'Europa i Amèrica. A causa de l'èxit de la gira; es va llançar al mercat l'àlbum doble (CD i DVD) Papitour el qual es componia de l'enregistrament dels temes interpretats en viu i en directe del concert realitzat a la plaça de Toros de Las Ventas el desembre de 2007.
El mateix any que va aparèixer aquest disc, el grup Mojinos Escozíos va titular el seu nou disc paròdicament Pa pito el mío.

## Llista de cançons

### Edició estàndard
| Núm.          | Títol                                                   | Durada |
| ------------- | ------------------------------------------------------- | ------ |
| 1.            | «Morenamía» (amb Julieta Venegas)                       |        |
| 2.            | «Si tú no vuelves» (amb Shakira)                        | 5:13   |
| 3.            | «Bambú» (amb Ricky Martin)                              | 4:58   |
| 4.            | «Nada particular» (amb Juanes)                          | 6:21   |
| 5.            | «Amante bandido» (amb Alaska)                           | 4:33   |
| 6.            | «Sevilla» (amb Amaia Montero)                           | 5:40   |
| 7.            | «Nena» (amb Paulina Rubio)                              | 4:18   |
| 8.            | «Te amaré» (amb Laura Pausini)                          | 5:15   |
| 9.            | «Los chicos no lloran» (amb David Summers)              | 3:15   |
| 10.           | «Como un lobo» (amb Bimba Bosé)                         | 3:32   |
| 11.           | «Olvídame tú» (amb Ivete Sangalo)                       | 4:45   |
| 12.           | «Este mundo va» (amb Leonor Watling)                    | 4:50   |
| 13.           | «No encuentro un momento pa' olvidar» (amb Sasha Sökol) | 5:21   |
| 14.           | «Hay días» (amb Alejandro Sanz)                         | 3:34   |
| 15.           | «Lo que hay es lo que ves» (amb Michael Stipe)          | 6:32   |
| Durada total: | Durada total:                                           | 62:00  |

### Edició deluxe
| Núm.          | Títol                                                       | Durada |
| ------------- | ----------------------------------------------------------- | ------ |
| 1.            | «Hacer por hacer» (amb Gloria Gaynor (en edición especial)) | 3:37   |
| 2.            | «Morenamía» (amb Julieta Venegas)                           | 3:45   |
| 3.            | «Si tú no vuelves» (amb Shakira)                            | 5:13   |
| 4.            | «Bambú» (amb Ricky Martin)                                  | 4:58   |
| 5.            | «Nada particular» (amb Juanes)                              | 6:21   |
| 6.            | «Amante bandido» (amb Alaska)                               | 4:33   |
| 7.            | «Sevilla» (amb Amaia Montero)                               | 5:40   |
| 8.            | «Nena» (amb Paulina Rubio)                                  | 4:18   |
| 9.            | «Te amaré» (amb Laura Pausini)                              | 5:15   |
| 10.           | «Los chicos no lloran» (amb David Summers)                  | 3:15   |
| 11.           | «Como un lobo» (amb Bimba Bosé)                             | 3:32   |
| 12.           | «Olvídame tú» (amb Ivete Sangalo)                           | 4:45   |
| 13.           | «Este mundo va» (amb Leonor Watling)                        | 4:50   |
| 14.           | «No encuentro un momento pa' olvidar» (amb Sasha Sökol)     | 5:21   |
| 15.           | «Hay días» (amb Alejandro Sanz)                             | 3:34   |
| 16.           | «Lo que hay es lo que ves» (amb Michael Stipe)              | 6:32   |
| Durada total: | Durada total:                                               | 62:00  |

| Núm.          | Títol                                        | Durada |
| ------------- | -------------------------------------------- | ------ |
| 1.            | «Si puedo volverte a ver» (amb Benny Ibarra) | 5:27   |
| 2.            | «Encadenados» (amb Chavela Vargas)           | 3:16   |
| 3.            | «Agua y sal» (amb Mina Mazzini)              | 4:41   |
| 4.            | «El sitio de mi recreo» (amb Antonio Vega)   | 2:55   |
| 5.            | «La vida es bella» (amb Noa)                 | 3:37   |
| 6.            | «El verano más triste» (amb Carlos Berlanga) | 2:56   |
| 7.            | «Mía» (amb Armando Manzanero)                | 4:31   |
| 8.            | «Habana» (amb Alejandro Fernández)           | 5:54   |
| 9.            | «Corazones» (amb Ana Torroja)                | 3:51   |
| 10.           | «Hojas secas» (amb Mikel Erentxun)           | 3:59   |
| 11.           | «Manos vacías» (amb Rafa Sánchez-La Unión)   | 4:43   |
| 12.           | «Cada día» (amb Hotel Persona)               | 4:04   |
| 13.           | «Carla» (amb David Ascanio)                  | 3:56   |
| 14.           | «Donde alcance el Sol» (amb Pedro Andrea)    | 3:55   |
| 15.           | «Si todos fuesen iguales a ti» (Rosa León)   | 3:49   |
| Durada total: | Durada total:                                | 61:31  |

## Vendes i certificacions
| Llista       | Proveïdor     | Posició | Certificació | Vendes   |
| ------------ | ------------- | ------- | ------------ | -------- |
| Espanya      | Promusicae    | 1 (18)  | 5x Platí     | 500.000+ |
| Itàlia       | FIMI          | 1 (7)   | 2x Platí     | 160.000+ |
| Mèxic        | Amprofon      | 1 (15)  | 4x Platí     | 400.000+ |
| Colòmbia     | AmericaTOP100 | 1 (11)  | Platí        | 20.000+  |
| Xile         | AmericaTOP100 | 1 (12)  | 2xPlatí + Or | 35.000+  |
| Veneçuela    | AmericaTOP100 | 2       | 2x Platí     | 20.000+  |
| Argentina    | AmericaTOP100 | 10      | Platí        | 40.000   |
| Uruguai      | AmericaTOP100 | 17      |              |          |
| Equador      | AmericaTOP100 |         | Platí        | 20.000   |
| Estats Units | Billboard     | 6       | Or (Llató)   | 200.000+ |

## Crèdits de realització
- Veu: Miguel Bosé
- Direcció d'art: Davidelfin, GrandeGraphix
- Disseny gràfic: GrandeGraphix
- Cors: Miguel Bosé (canciones: 1.01 to 1.07, 2.10 to 2.15)
- Productor executiu: José Luis De La Peña
- Mescles: Andy Bradfield
- Assistents de mescles: Carlos Hernández, Melisa Nanni
- Orquestra: Simfònica De Madrid
- Músics integrants d'orquestra: Aki Hamamoto, Alex Rosales, Arturo Guerrero, Dragos Balan, Eduardo Muñoz, Erik Ellegiers, Fernando Puig, Hanna Mª Ambros, Hector Escudero, Jan Koziol, Jan Poda, John Paul Friedhoff, Josep Gal, Manuel Ascanio, Margarita Sikoeva, Marianna Toth, Michele Prin, Mitchell Sven Andersson, Paolo Catalano, Rafael Khismatulin, Ricardo Kwiatkowski, Santiago Kuschevaztky, Sergio Vacas, Shoko Muraoka, Varghaollah Badiee, Victor Ardelean, Zograb Tatevossian, Zvetlana Arapu
- Músics integrants del Quartet de cordes Tosca: Ames Asbell, Leigh Mahoney, Sara Nelson, Tracy Seeger
- Músics: Alejandro Pelayo, Álvaro Huertas, Andrés Levin*, Ben Perowsky, Carlos Jean, Dan Cubert, David Gamson, Fernando Ortí, GoodandEvil, Graham Preskett, Jaulien Ferrer, José Carlos Rico, Juanes, Julieta Venegas, Keith Robinson, Manuel Machado, Mikel Irazoki, Mª José Tavira, Nicholas Carrioza, Nicolás Sorín, Paul Reeves, Pawel Zarecki, Peregrín Caldes, Richard Harvey, Sandy McLelland, Segundo Mijares, Stephen Barber, Tony Widdofs, El Wafir Shaikheldin
- Gravació: Andrés Levin, Bori Alarcón, Carl Thiel, Carlos Alvarez, Carlos Hernández, Dan Dzula, Geoff Sanoff, GoodandEvil, Gustavo Celis, José Luis Crespo, Miguel Bustamante, Pepo Scherman, Phil Mezzetti, Robert A. Moses, Sandy McLelland
- Cordes: Quartet de cordes Tosca